# Gare de Jérusalem Yitzhak Navon
La gare de Jérusalem Yitzhak Navon (en hébreu תחנת הרכבת ירושלים – יצחק נבון Tahanat HaRakevet Yerushalaim–Yitzhak Navon), anciennement dénommée Jérusalem HaUma, est une gare ferroviaire israélienne de la ligne Tel Aviv–Jérusalem. Gare souterraine, elle est située à proximité du Centre de conventions internationales à Jérusalem.
Dans le cadre d'un important centre de transport en commun, elle est située à proximité de la gare routière et d'une station du tramway. 

## Situation ferroviaire
Établie à 80 mètres sous le niveau du sol, la gare souterraine de Jérusalem Yitzhak Navon est située sur la ligne de Tel Aviv à Jérusalem.

## Histoire
En 2007, la société Ramat, qui a remporté l'appel d'offres portant sur l'excavation des plates-formes souterraines au prix de 83 millions de shekalim, ouvre le chantier de construction des fondations de la gare. Les fouilles sont interrompues pendant une période prolongée en raison de problèmes financiers et sont relancées au début de l'année 2010. À l'été 2013, la majeure partie de la structure souterraine de la station est achevée, l'inauguration a lieu en septembre 2018.
La surface totale utilisable de la gare est de 26 000 mètres carrés et la longueur des quais est de 300 mètres. Elle est prévue pour devenir un abri pour 5 000 personnes (le double du nombre de voyageurs possible en utilisation ordinaire) en cas d'alerte d'une attaque conventionnelle, biologique ou chimique.

## Service des voyageurs

### Accueil
La gare, dont le service est assuré par du personnel, est ouverte tous les jours sauf le vendredi.

### Desserte
La première ligne n'est ouverte à d'origine qu'entre la gare et l'Aéroport Ben Gourion. Cette dernière ligne a été prolongée désormais jusqu'à Herzliya. Une deuxième ligne a été inaugurée en direction de Modiin-Maccabim-Reout. Enfin, une ligne de nuit relie cette gare à Binyamina.

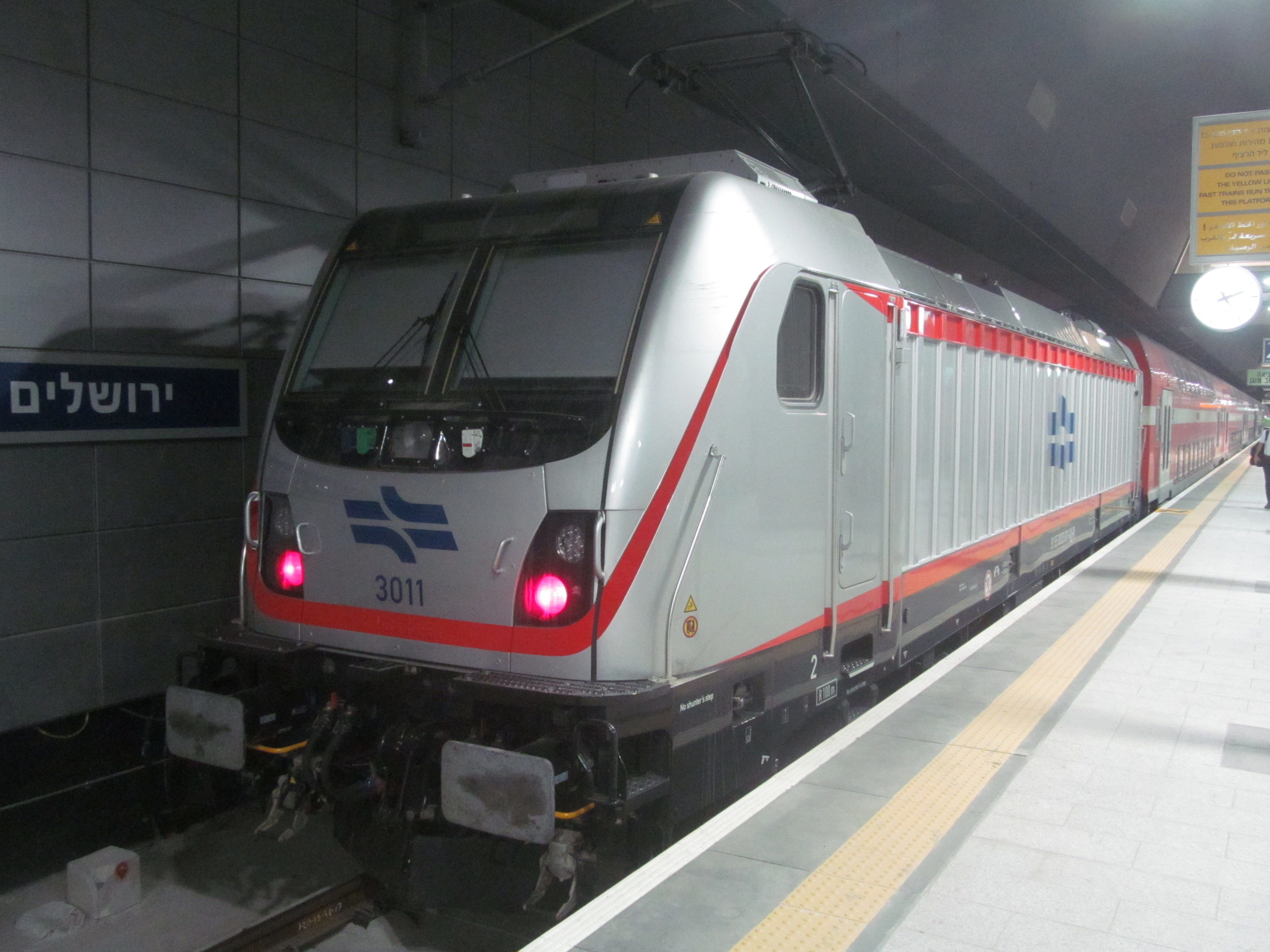
Un train en gare

### Intermodalité
La gare est en correspondance avec l'unique ligne du tramway et la Gare routière centrale de Jérusalem.